# Armand Sinko
Louis Armand Sinko, né à Grasse (Alpes-Maritimes) le 3 mai 1934 et mort dans la même ville le 5 mars 2012, est un peintre figuratif français. 

## Biographie
Louis Armand Sinko naît à Grasse en 1934 d'un père hongrois et d'une mère italienne. Il se forme à l'École des Beaux-Arts de Nice de 1948 à 1952, dans l'atelier de Louis Dussourd, puis à l'École nationale supérieure des Beaux-Arts de Paris, où il est admis en 1953 et est l'élève de Maurice Brianchon.
Prix de Rome en 1955, avec Décoration pour une salle des mariages, il est pensionnaire de l'Académie de France à Rome (Villa Médicis) de 1956 à 1959.
Il épouse en 1958 Marie-Claire Solleville ; ils ont une fille, Marianne, née en 1961. En 1960, ils s'installent aux Veillants (ou Veyans) à Saint-Cézaire-sur-Siagne, près de Grasse. De 1964 à 1967, en crise, il ne peint plus. En 1967, il est à Rome, comme professeur de dessin au lycée Chateaubriand (lycée français) ; il recommence à peindre.

## Œuvre
Peintre figuratif, Sinko a été qualifié de « postimpressionniste cruel et raffiné » et d'« héritier de l'expressionnisme ». Sa peinture est très colorée. Il peint de nombreuses natures mortes (fleurs, fruits, crustacés, etc.), des paysages (palmeraies), mais surtout des personnages, femmes et couples empreints de sensualité.
Il a exposé à la galerie Charpentier (1955 ; 1962), à la galerie Schneider à Rome (1971), à la galerie Maurice Garnier à Paris (1972), ainsi qu'aux États-Unis (1958 ; 1960 ; 1990).

### Œuvres dans les collections publiques
- Nature morte avec des poires, New York, Metropolitan Museum of Art, Robert Lehman Collection[5].